# ESV Delitzsch
Der ESV Delitzsch ist ein Sportverein aus der sächsischen Stadt Delitzsch.

## Geschichte
Der ESV Delitzsch wurde am 28. Januar 1950 als „Betriebssportgemeinschaft des Reichsbahnausbesserungswerkes“ BSG RAW Delitzsch gegründet, im Juli 1950 wurde der Vereinsname in BSG Lokomotive Delitzsch geändert.
Nach der politischen Wende in der DDR wurde der Verein neu organisiert und erhielt am 10. August 1990 seinen heutigen Namen.

## Erfolge
Die Frauen-Handballmannschaft des Vereins spielte 1990/91 in der letzten Saison in der 2. DDR-Liga, Staffel Süd, wo sie den vierten Platz belegte, und dann, nach Eingliederung der DDR-Vereine in den Spielbetrieb des DHB 1991/92, in der 2. Handball-Bundesliga (Staffel Mitte).
Die Fußballer spielten ab 1962/63 mit zwei abstiegsbedingten Unterbrechungen (1966/67 bis 1970/71 und 1987/1988) in der Bezirksliga Leipzig und belegten meist Plätze im Mittelfeld. In der letzten Saison im DFV-Spielbetrieb wurde der ESV Delitzsch Leipziger Bezirksmeister und stieg in die Landesliga Sachsen auf, konnte sich dort aber nur zwei Jahre halten.

## Fußball
Die nach der Mitgliederzahl stärkste Abteilung besteht seit 1950. Zu Beginn hatte man mit dem Ortsrivalen ''Traktor'' starke Konkurrenz, die bis zum Zusammenschluss 1964 häufig das stärkere Team stellte. Dennoch gelangen Achtungserfolge, wie z. B. der Bezirksligaaufstieg 1960. Mit dem erneuten Aufstieg 1971 konnte sich die 1. Mannschaft stabilisieren und gehörte danach permanent zur Bezirksliga Leipzig. Zu den besonderen Höhepunkten gehörten auch das zweimalige Erreichen des Bezirkspokalfinales. Der größte Erfolg war der Bezirksmeistertitel 1990 und der damit verbundene Aufstieg in die Landesliga Sachsen, in der man zwei Spielzeiten (1990/91 und 1991/92) agierte. In den nachfolgenden Jahren verkörpert die Männermannschaft gutes Bezirksniveau und schafft es immer wieder sich aus eigenen Nachwuchskräften zu rekrutieren. Unter Trainer Wolfgang Letzian konnte man im Jahr 2009 wieder eine Bezirksmeisterschaft feiern. Auf den Aufstieg hatte man verzichtet.
Da man den Startplatz der Bezirksliga an die neue Zweite Mannschaft von RB Leipzig abgab, spielte man ab der Saison 2010/11 eine Liga tiefer in der Bezirksklasse. Nur ein Jahr später brachte die Männermannschaft das Double an die Loberstadt (Meister und Nordsachsenpokalsieger) und stieg wieder eine Liga auf. Die nächsten sechs Jahre etablierte sich das Team wieder in der Bezirksliga Nord, ehe es 2018 unglücklich den Weg in die Nordsachsenliga gehen muss. Wiederum ein Jahr später konnte man mit 24 Punkten Vorsprung den direkten Wiederaufstieg feiern.

### Ligazugehörigkeit während der DDR-Zeit
| Ligenübersicht 1955–1990 | Ligenübersicht 1955–1990               | Ligenübersicht 1955–1990 |
| ------------------------ | -------------------------------------- | ------------------------ |
| 1955–1957                | Bezirksklasse Leipzig                  | 4. Liga                  |
| 1957–1959                | Kreisklasse Delitzsch-Eilenburg-Torgau | 5. Liga                  |
| 1959–1960                | 1. Kreisklasse Leipzig                 | 4. Liga                  |
| 1960–1965                | Bezirksliga Leipzig                    | 3. Liga                  |
| 1965–1971                | Bezirksklasse Leipzig                  | 4. Liga                  |
| 1971–1986                | Bezirksliga Leipzig                    | 3. Liga                  |
| 1986–1987                | Bezirksklasse Leipzig                  | 4. Liga                  |
| 1987–1990                | Bezirksliga Leipzig                    | 3. Liga                  |

### Bekannteste Spieler
Vor allem früher, aber auch heute ist der ESV für seine gute Nachwuchsarbeit bekannt. Es wurden einige Talente in Leistungszentren delegiert. Die bekanntesten unter ihnen:
Joachim Fritsche: 14-facher Nationalspieler und WM-Teilnehmer 1974 (spielte 1959–1968 in der Jugend des ESV)
Ronald Kreer: 65 Länderspiele und zwei FDGB-Pokal-Siege (spielte in der Jugend des ESV)
Maik Kischko: 34 Bundesligaspiele, 158 Zweitligaspiele (Jugend, später nochmal Zweite und Dritte beim ESV)
Manfred Barth, Olaf Adamczak und Frank Pallgen: DDR-Oberliga-Spieler (spielten im Nachwuchs des ESV)
DSDS-2020-Gewinner Ramon Roselly: Mit Ramon „Roselly“ Kaselowsky gehört ein Gewinner der RTL-Castingshow Deutschland sucht den Superstar zum Kader der ersten Männermannschaft (Mai 2020).